# Ring 2 (Holstebro)
 For alternative betydninger, se Ring 2. (Se også artikler, som begynder med Ring 2)
Ring 2  ofte benævnt O2 er en ringvej der løber halvvejs rundt omkring Holstebro.
Vejen består af Ringvejen (rute 11) – Nordre Ringvej O2.
Ring 2 er med til at tage den tunge trafik der ikke har et ærinde i Holstebro Centrum til at køre uden om, så byen bliver aflastet for meget gennemkørende trafik.
Forlængelsen af Nordre Ringvej åbnede den 2. november 2017.
Ringvejen er med til at fordele trafikken ud til de store indfaldsveje, som den østlige del af Nordre Ringvej som i 2018 kommer til at tilslutte Holstebromotorvejen (rute 18) der går mod Herning, Rasmus Færchs Vej (sekundærrute 189) der går mod Skive, Viborgvej (rute 16) der går mod Viborg, Herningvej der går mod Herning, Skjernvej  (primærrute 11) der går mod Skjern, og Ringkøbing vej (rute 16) der går mod Ringkøbing.